# 1991 SG1
1991 SG1 är en asteroid i huvudbältet som upptäcktes den 29 september 1991 av de båda japanska astronomerna Seiji Ueda och Hiroshi Kaneda i Kushiro.
Asteroiden har en diameter på ungefär 6 kilometer.